# Regensen
 Der er for få eller ingen kildehenvisninger i denne artikel, hvilket er et problem. Du kan hjælpe ved at angive troværdige kilder til de påstande, som fremføres i artiklen.

Regensen (latinsk navn: Collegium Regium, det kongelige kollegium, men oftest kaldet Collegium Domus Regiæ, det kongelige hus' kollegium) er et kollegium for studerende ved Københavns Universitet og Danmarks Tekniske Universitet og er placeret over for Rundetårn i København. Det blev indviet 1. juli 1623, men måtte dog efter Københavns brand i 1728 delvist genopføres. Det blev oprindelig drevet af Kommunitetet, men siden 1983 har det hørt under Københavns Universitets Kollegiesamvirke af 1983
De studerende ved Københavns Universitet, der var bosat på Regensen, betalte oprindelig ikke husleje, da kollegiet var oprettet for at støtte trængende studerende. Først i 1983 indførtes der husleje.
Regensen har altid været beboet af omtrent 100 studerende samt en såkaldt provst. Denne er underviser ved et af Københavns Universitets Fakulteter.
Studerende ved Københavns Universitet og DTU med halvandet gennemførte årsværk kan optages efter prioritering af et udvalg.
Regensens vartegn er det gamle lindetræ i gården, Frk. Lind, som fejres ved tilbagevendende begivenheder. Specielt på hendes fødselsdag (oprindeligt plantet 1785, nuværende træ er fra 1954), der traditionelt fejres på eller omkring den 12. maj.
Af kuriosa der peger på Regensens betydning som institution kan bemærkes at Merkið, det Færøske flag, blev tegnet på Regensen. Det markeres af dansk bosatte færinger på Færøernes flagdag.

## Regensprovsten
Regensprovsten er en ansat forsker ved Københavns Universitet, der har bolig på Regensen, typisk med familie. Provstens rolle er særlig, men kan måske bedst sammenlignes med en forstander. I angelsaksiske lande anvendes betegnelsen provost om en tilsvarende stilling. Provstens magtbeføjelser er sindrigt demarkeret i Regensens demokrati, der er forankret i generalforsamling og Store Regensråd. På andre ældre kollegier er tilknyttet en efor med omtrent samme funktioner, dog typisk uden at være bosat på kollegierne, se fx Valkendorfs, Borchs, Elers, 4. Maj, Studentergaarden, Kvinderegensen og Egmont).
Provesteembedet fra 1600-tallet, skriver C.E.F. Reinhardt:
Om de Pligter, der skulde paahvile denne Embedsmand, den saakaldte Provst (præpositus communitatis), indeholdtes de nærmere Forskrifter i de ovenfor omtalte Kommunitetslove. Efter disse skulde han føre det omhyggeligste Tilsyn med Alumnernes Flid og Sædelighed og i Særdeleshed drage Omsorg for, at det under Maaltiderne gik ordentlig og anstændig til, og at de anordnede Øvelser haandhævedes, hvorfor han ogsaa til de foreskrevne Spisetider stedse skulde være tilstede paa Klosteret, ved hvis øverste Bord han havde fri Kost, ligesom han forøvrigt tillige oppebar en lille aarlig Løn.
Før Regensens indvielse som en del af Kommunitetet af 1569 kaldtes embedet kommunitetsprovst, derefter regensprovst. Provsterækken strækker sig derfor tilbage til i hvert fald 1573, om end de første provsters embedstid ikke er fuldstændig kendt. Visse af de første provsters navne på dansk er her forsøgt rekonstruerede (markeret med *) ud fra deres latiniserede navne.
- Petrus Ivari, vel *Peder Iversen (nævnt 1573)
- Andreas Christensen, mediciner, Ribe (Andreas Christiani, nævnt 1575, men kommer muligvis før Oddur Einarsson (nedenfor))
- Oddur Einarsson, teolog, Island (Otto Einarsen, Otto Einari(us), nævnt 1584, men kommer muligvis efter Andreas Christensen (ovenfor))
- Christen (Christiern) Rasmussen, København (Cristiernus/Christianus Erasmi, nævnt 1593/1595)
- Esben Samsing, Samsø (Esbernus Samsing(ius), omkring 1600)
- Rasmus Nielsen, Sjælland (Erasmus Nicolaides, nævnt 1603)
- Peder Nielsen Gelstrup, filolog, Sjælland (Petrus Nicolai Gelstrup, 1608-1610, 2 år)
- Anton Hansen, Kolding (Antonius Johannis, 1611-1614, 3 år)
- Janus Petri, vel *Jens Pedersen, Bornholm (1620)
- Henrik Gerhard Milzov, Bergen (Henricus Gerhardi Milzov, 1621)
- Thord (Theodor) Rasmussen, Skåne (Theodorus Erasmi, 1621-1623, 2 år)
- Hans Hansen, København (Johannes Johannis, 1623-1626, 3 år)
- Søren Poulsen Jüdicher, Gotland (Severinus Pauli, 1626-1627, 1 år)
- Ole Pedersen, København (Olaus Petri/Petræus, 1627-1630, 3 år)
- Johannes Budæus, vel *Hans Bude (vikar i 1629)
- Johannes Olsen Bond (Johannes Olai Bondæus, 1630-1633, 3 år)
- Søren Pedersen Calundan, teolog, Kalundborg (Severinus Petri, 1633-1635, 2 år)
- Hans Thommesen Ring, Fyn (Johannes Thomæ Ring, 1635-1638, 3 år)
- Mogens Villadsen, teolog, Århus (Magnus Wilhadi, 1638-1639, 1 år; præst ved regenskirken 1635-1639)
- Christopher Ludvig Munthe, (Christophorus Ludovicus Munthe, 1639-1643, 4 år)
- Jens Justesen Berg, teolog, Østerbjerg pr. Ålborg (Janus Justini Montanus, 1643-1645, 2 år)
- Johannes Jensen Viborg, Viborg (Johannes Jani 1645-1646, 1 år)
- Christen Lauridsen Aagaard, filolog og teolog, Viborg (Christianus Laurentii Aagaard, 1646-1651, 5 år)
- Peder Mogensen Mahler, teolog, Viborg (Petrus Magni Mahler, 1651-1653, 2 år)
- Peder Jacobsen Holm, teolog, Nykøbing Mors (Petrus Jacobi Holm, 1653-1661, 8 år)
- Andreas Johannis, vel *Anders Hansen (vikar i 1655)
- Johannes Gregersen Lemvig, (Johannes Gregorii Lemvig/Lemovicus, 1661-1664, 3 år)
- Jørgen Hammer, filolog, Sjælland (Georgius Hammer, 1664-1683, 19 år)
- Simon Petræus, vel *Simon Sten(sen), Århus (vikar 1675-1676, 1 år)
- Peder Krog, Århus (Petrus Krog, vikar 1678-1679, 1 år)
- Mads Iversen Weile, Birkerød (Mathias Ivari Welleius, vikar ca. 1680)
- Jens (Johannes) Jacobsen/Jakobsen Bircherod, teolog, Odense (Janus Jacobi Bircherod, 1683-1688, 4 år, vikar fra 1682)
- Søren Sørensen Glud, matematiker og teolog, Sjælland (Severinus Severini Glud, 1688-1691, 3 år)
- Hans (Johannes) Thomsen Bartholin, filosof og teolog, Sjælland (Johannes Thomæ Bartholin 1691-1694, 3 år)
- Stephen Reitzer, filosof, København (Stephanus Reitzer, 1694-1701, 7 år)
- Christian Wilhelm Lange, Jylland (Christianus Wilhelmi Lange, 1701-1702, 1 år)
- Søren Jacobsen Lintrup, teolog og filosof (Severinus Jacobi Lintrup, 1702-1714, 12 år)[2]
- Peder Lauridsen Hunderup, teolog (Petrus Laurentii Hunderup 1714-1720, 6 år)
- Johannes Wandal, filosof og teolog, København (1720-1722, 2 år)
- Fredrik Nannestad, teolog, Norge (Fridericus Nannestad, 1722-1732, 10 år)
- Christen Nold, Sjælland (Christianus Nold, 1732-1735, 3 år)
- Peder Jacobsen Holm, teolog, Norge (Petrus Jacobi Holm, 1735-1746, 11 år; tidligere regensianer)
- Hans Otto Bang, teolog, Sjælland (Johannes Otto Bang, 1746-1754, 8 år)
- Nicolai (Niels) Engelhardt Nannestad, teolog, Norge (Nicolaus Nannestad, 1754-1755, 1 år)
- Johan Ernst Gunnerus, teolog, Norge (Johannes Ernestus Gunnerus, 1755-1758, 3 år)
- Jørgen Leth Schiønning, teolog, København (Georgius Leth Schiönning, 1758-1769, 11 år)
- Christian Gotthold Seydlitz, København (Christianus Gottholdus Seydlitz, 1769-1777, 8 år)
- Nicolai Christoffer Kall, teolog og orientalsk filolog, København (Nicolaus Christophorus Kall 1777-1781, 4 år)
- Andreas Christian Hviid, teolog og orientalsk filolog, København (Andreas Christianus Hwiid, 1781-1788, 7 år)
- Anders Gamborg, filosof (Andreas Gamborg, 1788-1796, 8 år) [3]
- Jens Baggesen, Sjælland (1796-1797, 1 år, de jure indtil 1802)
- Rasmus Nyerup, nordisk filolog og teolog, Fyn (1797-1829, 32 år, de jure vikar indtil 1802; tidligere regensianer)
- Frederik Christian Petersen, klassisk filolog og arkæolog, Sjælland (1829-1859, 30 år)
- Frederik Terkel Julius Gram, jurist, Lolland (1859-1871, 12 år)
- Johannes Nellemann, jurist, København (1871-1875, 4 år)
- Eiríkur Jónsson, Regensens viceprovst, nordisk filolog, Island (vikar 1875-1876, 1 år)[4]
- Johan Louis Ussing, klassisk filolog og arkæolog, København (1876-1896, 20 år)
- Julius Lassen, jurist, Samsø (1896-1918, 22 år)
- Knud Fabricius, historiker, København (1918-1947, 29 år)
- Harald Bohr, matematiker, København (1947-1951, 4 år; døde i embedet)
- Søren Holm, teolog (1954-1968, 14 år) [4]
- Jannik Bjerrum, kemiker, København (1968-1980, 12 år)
- Leif Grane, teolog (1980-1998, 18 år)
- Eva Smith, jurist, København (1998-2004, 6 år)
- Erik Skyum-Nielsen, nordisk filolog, Frederiksberg (2004-2010, 6 år)
- Stuart Ward, historiker, Australien (2010-2025, 15 år)
- Lars Cyril Nørgaard, teolog, Holbæk (2025-)

## Sønner af den røde gård
En række kendte danskere har boet på Regensen.
- Ole Borch (1626-90), kemiker, Borchs Kollegiums stifter
- Thomas Kingo (1634-1703), biskop og salmedigter
- Hans Gram (1685-1748), kgl. historiograf, leder af Det kgl. Bibliotek
- Hans Adolph Brorson (1694-1764), biskop og salmedigter
- Søren Gyldendal (1742-1802), boghandler og forlægger
- Steen Steensen Blicher (1782-1848), forfatter og præst
- Rasmus Rask (1787-1832), sprogmand
- Poul Martin Møller (1794-1838), forfatter og filosof
- Christian Winther (1796-1876), digter
- Andreas Peter Berggreen (1801-1880), komponist, skaber af den firstemmige studentersang
- Johan Nicolai Madvig (1804-86) filolog og politiker
- Rasmus Nielsen (1809-84), filosof, professor, dr. phil.
- Ditlev Gothard Monrad (1811-1887), biskop og teolog, konseilspræsident
- Carl Eduard Rotwitt (1812-60), liberal politiker, konseilspræsident
- Carl Ploug (1813-94), digter, redaktør, politiker
- Japetus Steenstrup (1813-97), zoolog og oldgransker
- Jens Christian Hostrup (1818-92), digter og præst
- Rasmus Malling-Hansen (1835-1890), præst, forstander, opfinder
- Viggo Hørup (1841-1902), politiker og journalist, medgrundlægger af Politiken
- Hugo Hørring (1842-1909), departementschef, konseilspræsident (Højre)
- Ernst von der Recke (1848-1933), digter og filolog
- Niels Ryberg Finsen (1860-1904), mediciner, nobelpristager
- Vilhelm Buhl (1881-1954), socialdemokratisk statsminister
- Carl Roos (1884-1962), germanist, professor, dr. phil.
- Otto Andrup (1885-1953), mag. art. og museumsdirektør.
- Hartvig Frisch (1893-1950), professor og socialdemokratisk undervisningsminister
- Tage Kemp (1896-1964), læge og arvebiolog
- Julius Bomholt (1896-1969), højskoleforstander og socialdemokratisk minister
- Kaj Barr (1896-1970), iranist, professor, dr. phil. h.c.
- Kaj Munk (1898-1944), præst og digter
- Knud Hansen (1898-1996), højskolemand, dr. theol. h. c.
- Jørgen-Frantz Jacobsen (1900-38), færøsk forfatter og historiker
- S.A. Andersen (1901-1969), istidsgeolog, dr.phil.
- Regin Prenter (1907-90), teolog, professor, dr. theol.
- Jens Otto Krag (1914-78), socialdemokratisk statsminister
- K. B. Andersen (1914-83), socialdemokratisk minister, formand for Folketinget
- Knud Togeby (1918-74), romanist og litteraturkritiker, professor, dr. phil.
- Simon Spies (1921-1984), rejsekonge
- Erik Amdrup (1923-1998), kirurg og forfatter
- Mogens Glistrup (1926-2008), politiker og advokat
- Henrik Marstal Musiker og debattør.
- Jakob Danneskiold-Samsøe (f. 1968), historiker

## Døtre af den røde gård
Efter at kvinder har fået mulighed for at blive optaget på Regensen, er der også nu prominente døtre af den røde gård.
- Ida Auken Folketingsmedlem
- Maria Gadegaard direktør for Gammel Holtegaard
- Anna Mee Allerslev forhenværende borgmester
- Iben Thranholm Debattør
- Aki-Matilda Høegh-Dam Grønlandsk Folketingsmedlem for Naleraq

## Vækkerforeninger
Regensianerne har tradition for at forene sig i såkaldte vækkerforeninger. På generalforsamlinger vælges beboerne til arbejdsopgaver, de såkaldte embeder, med støtte fra deres vækkerforeninger. Et sådan embede er f.eks. klokkeratet.
Af vækkerforeninger på Regensen findes:
- Gamle (Oprindeligt: Societas Gallinacea. Stiftet 1833[6] – Opløst 1933 – Rekonstrueret 1933[7] – Opsplittet 1942[8][9]).
- Centrum (Stiftet 1883 - ukendt opløsningstidspunkt men engang i det tidlige 1900-tal)
- PIP (stiftet 1885)
- "De uafhængige" (Havde klokkerater i 1910, udbrydere fra PIP i 1909 – opløst efter 1930)[10][11]
- Uglen (stiftet 1910)[12]
- Skrap (stiftet 1922)
- Tilia (stiftet 1927)
- Konvencio (tidligere: Konventet; stiftet 1929 – Opløst 199? – Genstiftet 2012[13])
- Hof (stiftet 1937)
- Gimle (En af 'Gamle' fraktionerne. Kalder sig 'Gamle' eller 'Vækkerforeningen af 1832'. Stiftet 1942[8][9] - anerkendes generelt som den rigtige Gamle-forening, eller i det mindste en successor-forening)
- Gumle (En af 'Gamle' fraktionerne. Stiftet 1942 – Fusioneret med Gimle i 1943)[8][9]
- Styx (En af 'Gamle' fraktionerne. Stiftet 1942 – opløst 1947)
- Tinglid (Stiftet 1942 - opløst 1965)
- Sioux (stiftet 1951 – Opløst 1980 – Genstiftet 2003 – Opløst 2008)
- Ping (stiftet 1994 – Opløst 18. maj 2012 – Genstiftet 19. maj 2012)
- Siqno (stiftet 2001 – Opløst 2010 – Gendannet 2020[14])
- Shoe (muligvis en genoplivet eller videreførelse af en eksisterende forening. Stiftet i 2021[15])

## Ekstern henvisning
- Regensens hjemmeside